# 利蒙湾
9°20′N 79°56′W / 9.333°N 79.933°W
利蒙湾（西班牙語：Bahía Limón）是巴拿马北岸一处加勒比海的天然港湾，位于巴拿马运河北端出口，长约7公里，宽约4公里。海湾北部出口建有防波堤，海湾作为等候驶入运河的船只的停泊地。巴拿马运河大西洋一侧的终点港克里斯托瓦尔和科隆就位于利蒙湾东岸。

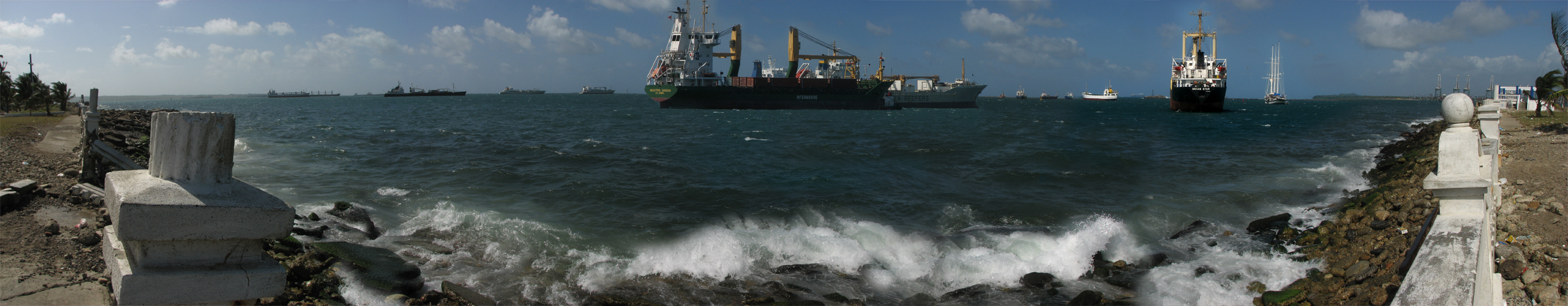
巴拿马运河北端入口